# HK23
À l'image du couple HK G3/HK21, la HK23 est la mitrailleuse de la famille du fusil d'assaut HK33. Sa diffusion a été limitée par l'apparition de la FN Minimi. Elle a depuis cédé sa place dans le catalogue du fabricant d'armes allemand à la HK MG43 (adoptée par la Bundeswehr comme MG4).

## Fonctionnement
La HK23 reprend du fusil d'assaut allemand son mécanisme de tir à culasse retardée et verrouillage par galets. Il exploite pleinement de la munition redoutable de son arme mère. Ces dernières sont contenues par 100 dans un chargeur rectangulaire venant se greffer en dessous de l'arme, au niveau de la fenêtre d'éjection des douilles.

### Les HK23 et HK23E
Le HK13 est une véritable mitrailleuse puisqu'elle est alimentée par les seules bandes souples. Le modèle HK13E en est le successeur et une version améliorée. Il dispose d'un limiteur de rafales à trois coups et d'une poignée antérieure.

## Fiche technique HK23E
- Calibre : 5.56 x 45 mm
- Longueur totale : 1030 mm
- Longueur du canon : 450 mm
- Masse avec bipied : 8,7 kg
- Alimentation : bande de 200 cartouches
- Cadence de tir théorique : 800 coups par minute

## La HK 23 dans l'universvidéoludique
Moins diffusée que la HK 21, la HK 23 est présente dans Rainbow Six 3: Raven Shield et
Counter-Strike Online.

## Sources
- Jan BORGER et Stefan CIEJKA, "Heckler und Koch",Gazette des Armes n° 131 et 132, juillet et août 1982
- Olivier GINOUX, "Les Armes Heckler & Koch", Cibles n° 324, mars 1997